# Georfans
Georfans è un comune delegato e frazione del comune di Belles-Fontaines, situato nel dipartimento dell'Alta Saona nella regione della Borgogna-Franca Contea. In precedenza comune autonomo, il 1º gennaio 2025 è confluito insieme agli ex comuni di Courchaton e Vellechevreux-et-Courbenans nel nuovo comune di Belles-Fontaines.

## Società

### Evoluzione demografica
Abitanti censiti